# Douglas Kern
Douglas Kern, né le 10 juillet 1963 à Fort Riley, est un skipper américain. 

## Carrière
Douglas Kern participe aux Jeux olympiques de 1992 à Barcelone et remporte la médaille d'argent avec James Brady et Kevin Mahaney dans l'épreuve du Soling.